# 4-Stunden-Rennen von Aragón 2023

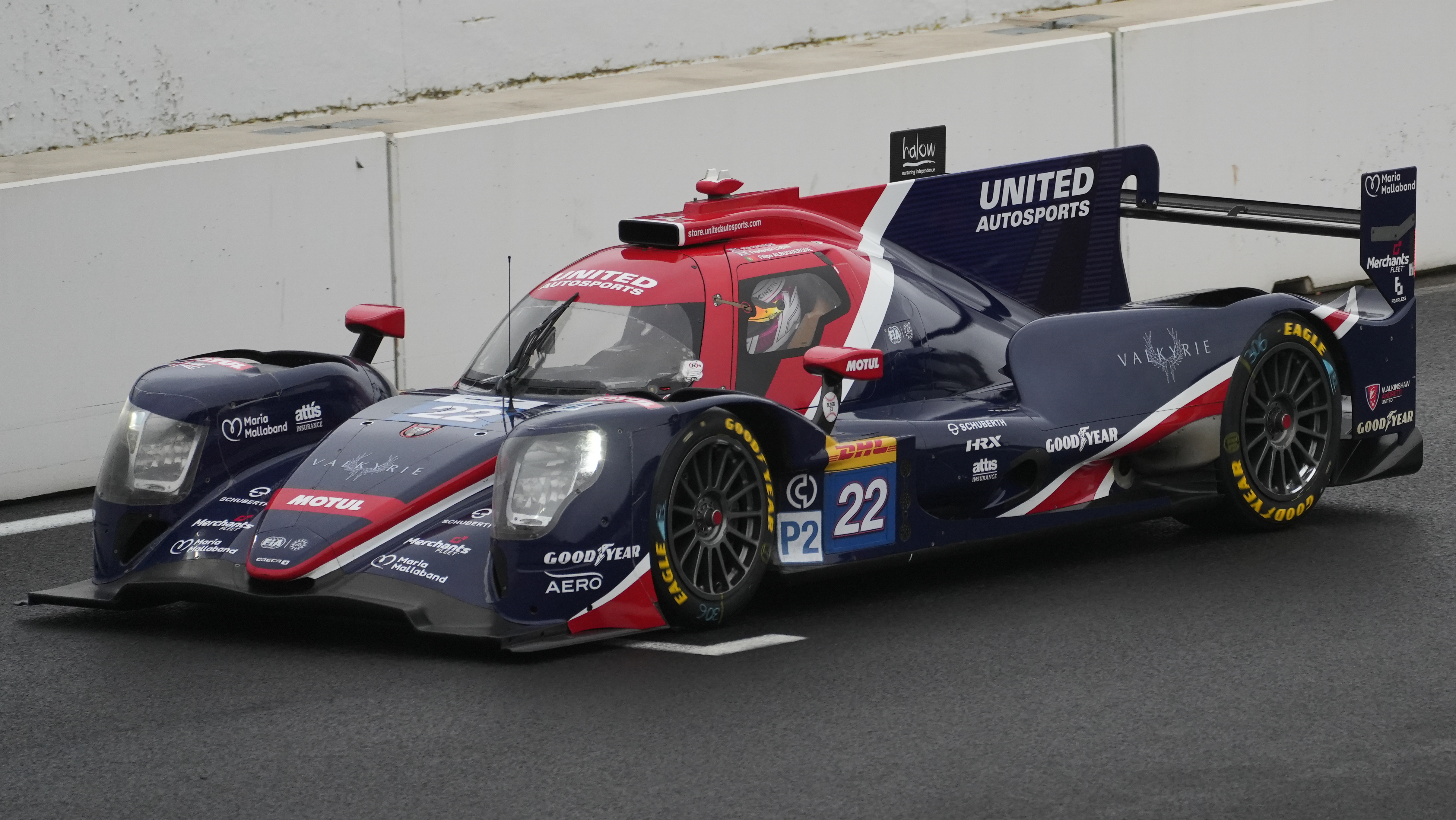
Siegerwagen United-Autosports-Oreca 07 mit der Startnummer 22, hier beim 6-Stunden-Rennen von Spa-Francorchamps 2023

Das 4-Stunden-Rennen von Aragón 2023, auch 4 Hours of Aragón 2023, fand am 26. August auf dem Motorland Aragón statt und war der dritte Wertungslauf der European Le Mans Series dieses Jahres.

## Das Rennen
Beim dritten Meisterschaftsrennen 2023 gab es die dritte Siegermannschaft. Nach dem Erfolg von Salih Yoluç, Charlie Eastwood und Louis Delétraz beim 4-Stunden-Rennen von Barcelona und dem Gesamtsieg von James Allen, Alex Lynn und Kyffin Simpson beim 4-Stunden-Rennen von Le Castellet gewannen in Aragón Philip Hanson, Oliver Jarvis und Marino Satō (alle auf Oreca 07).

## Ergebnisse

### Schlussklassement
| 1           | LMP2        | 22 | United Autosports USA     | Philip Hanson Oliver Jarvis Marino Satō                | Oreca 07                 | 119 |
| 2           | LMP2        | 28 | IDEC Sport                | Paul-Loup Chatin Laurents Hörr Paul Lafargue           | Oreca 07                 | 119 |
| 3           | LMP2        | 25 | Algarve Pro Racing        | James Allen Alex Lynn Kyffin Simpson                   | Oreca 07                 | 119 |
| 4           | LMP2        | 65 | Panis Racing              | Tijmen van der Helm Manuel Maldonado Job van Uitert    | Oreca 07                 | 119 |
| 5           | LMP2 Pro/Am | 83 | AF Corse                  | François Perrodo Matthieu Vaxivière Alessio Rovera     | Oreca 07                 | 119 |
| 6           | LMP2        | 30 | Duqueine Team             | Nico Pino René Binder Neel Jani                        | Oreca 07                 | 119 |
| 7           | LMP2        | 47 | Cool Racing               | Reshad de Gerus ––– Vladislav Lomko José María López   | Oreca 07                 | 119 |
| 8           | LMP2 Pro/Am | 24 | Nielsen Racing            | Mathias Beche Ben Hanley Rodrigo Sales                 | Oreca 07                 | 119 |
| 9           | LMP2 Pro/Am | 23 | United Autosports USA     | Paul di Resta Garnet Patterson Guy Smith               | Oreca 07                 | 119 |
| 10          | LMP2 Pro/Am | 21 | United Autosports USA     | Daniel Schneider Andrew Meyrick Filipe Albuquerque     | Oreca 07                 | 119 |
| 11          | LMP2 Pro/Am | 20 | Algarve Pro Racing        | Bent Viscaal Fred Poordad Tristan Vautier              | Oreca 07                 | 118 |
| 12          | LMP2 Pro/Am | 99 | Proton Competition        | Gianmaria Bruni Jonas Ried Giorgio Roda                | Oreca 07                 | 118 |
| 13          | LMP2 Pro/Am | 19 | Team Virage               | Alexander Mattschull Ian Rodríguez Tatiana Calderón    | Oreca 07                 | 118 |
| 14          | LMP2 Pro/Am | 81 | DragonSpeed USA           | Henrik Hedman Juan Pablo Montoya Sebastián Montoya     | Oreca 07                 | 118 |
| 15          | LMP2 Pro/Am | 3  | DKR Engineering           | Sebastián Álvarez Nathanaël Berthon Andreas Laskaratos | Oreca 07                 | 118 |
| 16          | LMP3        | 17 | Cool Racing               | Alex García Adrien Chila Marcos Siebert                | Ligier JS P320           | 114 |
| 17          | LMP3        | 12 | WTM by Rinaldi Racing     | Torsten Kratz Leonard Weiss Óscar Tunjo                | Duqueine M30 - D08       | 113 |
| 18          | LMP3        | 35 | Graff Racing              | Éric Trouillet Jean-Baptiste Lahaye Matthieu Lahaye    | Ligier JS P320           | 113 |
| 19          | LMGTE       | 57 | Kessel Racing             | Takeshi Kimura Scott Huffaker Frederik Schandorff      | Ferrari 488 GTE Evo      | 113 |
| 20          | LMP2 Pro/Am | 34 | Racing Team Turkey        | Salih Yoluç Charlie Eastwood Louis Delétraz            | Oreca 07                 | 113 |
| 21          | LMGTE       | 16 | Proton Competition        | Ryan Hardwick Alessio Picariello Zacharie Robichon     | Porsche 911 RSR-19       | 113 |
| 22          | LMGTE       | 93 | Proton Competition        | Michael Fassbender Martin Rump Richard Lietz           | Porsche 911 RSR-19       | 113 |
| 23          | LMGTE       | 77 | Proton Competition        | Christian Ried Giammarco Levorato Julien Andlauer      | Porsche 911 RSR-19       | 113 |
| 24          | LMGTE       | 66 | JMW Motorsport            | Martin Berry Lorcan Hanafin Jon Lancaster              | Ferrari 488 GTE Evo      | 113 |
| 25          | LMGTE       | 55 | Spirit of Race            | Duncan Cameron David Perel Matt Griffin                | Ferrari 488 GTE Evo      | 113 |
| 26          | LMP3        | 15 | RLR M Sport               | Horst Felbermayr junior Gael Julien Mateusz Kaprzyk    | Ligier JS P320           | 113 |
| 27          | LMP3        | 11 | EuroInternational         | Matthew Richard Bell Adam Ali                          | Ligier JS P320           | 112 |
| 28          | LMGTE       | 60 | Iron Lynx                 | Claudio Schiavoni Matteo Cressoni Matteo Cairoli       | Porsche 911 RSR-19       | 112 |
| 29          | LMGTE       | 44 | GMB Motorsport            | Jens Møller Gustav Dahlmann Birch Nicki Thiim          | Aston Martin Vantage AMR | 112 |
| 30          | LMP3        | 7  | Nielsen Racing            | Ryan Harper-Ellam Anthony Wells                        | Ligier JS P320           | 112 |
| 31          | LMGTE       | 72 | TF Sport                  | Arnold Robin Maxime Robin Valentin Hasse-Clot          | Aston Martin Vantage AMR | 111 |
| 32          | LMGTE       | 51 | AF Corse                  | Kriton Lentoudis Rui Águas Ulysse de Pauw              | Ferrari 488 GTE Evo      | 111 |
| 33          | LMGTE       | 95 | TF Sport                  | John Hartshorne Ben Tuck Jonny Adam                    | Aston Martin Vantage AMR | 111 |
| 34          | LMP3        | 5  | RLR MSport                | James Dayson Valdemar Eriksen Jack Manchester          | Ligier JS P320           | 109 |
| 35          | LMP3        | 4  | DKR Engineering           | Alexander Bukhantsov James Winslow Pedro Perino        | Duqueine M30 - D08       | 108 |
| Ausgefallen |             |    |                           |                                                        |                          |     |
| 36          | LMP2 Pro/Am | 37 | Cool Racing               | Alexandre Coigny Malthe Jakobsen Nicolas Lapierre      | Oreca 07                 | 110 |
| 37          | LMP3        | 13 | Inter Europol Competition | Kai Askey Miguel Cristóvão Wyatt Brichacek             | Ligier JS P320           | 88  |
| 38          | LMP3        | 8  | Team Virage               | Nick Adcock Manuel Espírito Santo Michael Jensen       | Ligier JS P320           | 71  |
| 39          | LMP3        | 31 | Racing Spirit of Léman    | Jacques Wolff Antoine Doquin Jean-Ludovic Foubert      | Ligier JS P320           | 69  |
| 40          | LMP3        | 10 | Eurointernational         | Matthias Lüthen Glenn van Berlo                        | Ligier JS P320           | 67  |
| 41          | LMP2        | 43 | Inter Europol Competition | Rui Andrade Olli Caldwell Jonathan Aberdein            | Oreca 07                 | 32  |
| 42          | LMGTE       | 50 | Formula Racing            | Conrad Laursen Johnny Laursen Nicklas Nielsen          | Ferrari 488 GTE Evo      | 28  |

### Nur in der Meldeliste
Zu diesem Rennen sind keine weiteren Meldungen bekannt.

### Klassensieger
| Klasse      | Fahrer           | Fahrer             | Fahrer              | Fahrzeug            | Platzierung im Gesamtklassement |
| ----------- | ---------------- | ------------------ | ------------------- | ------------------- | ------------------------------- |
| LMP2        | Philip Hanson    | Oliver Jarvis      | Marino Satō         | Oreca 07            | Gesamtsieg                      |
| LMP2 Pro/Am | François Perrodo | Matthieu Vaxivière | Alessio Rovera      | Oreca 07            | Rang 5                          |
| LMP3        | Alex García      | Adrien Chila       | Marcos Siebert      | Ligier JS P320      | Rang 16                         |
| LMGTE       | Takeshi Kimura   | Gregory Huffaker   | Frederik Schandorff | Ferrari 488 GTE Evo | Rang 19                         |

### Renndaten
- Gemeldet: 42
- Gestartet: 42
- Gewertet: 35
- Rennklassen: 4
- Zuschauer: unbekannt
- Wetter am Renntag: heiß und trocken
- Streckenlänge: 5,078 km
- Fahrzeit des Siegerteams: 4:00:18,186 Stunden
- Gesamtrunden des Siegerteams: 119
- Gesamtdistanz des Siegerteams: 604,282 km
- Siegerschnitt: 150,880 km/h
- Pole Position: Philip Hanson – Oreca 07 (#22) – 1:46,822 = 180,100 km/h
- Schnellste Rennrunde: Neel Jani – Oreca 07 (#30) – 1:48,864 = 176,700 km/h
- Rennserie: 3. Lauf zur European Le Mans Series 2023